# Paolo Alboino della Scala
Paolo Alboino della Scala, (1344 – le 17 ou 18 octobre 1375) est un membre de la dynastie scaligère qui gouverne Vérone et ses possessions au Moyen Âge tardif. Dominé par ses frères Cangrande II et Cansignorio, il est emprisonné pendant dix ans par ce dernier avant d'être exécuté en 1375.

## Biographie
Fils de Mastino II, il hérite des seigneuries de Vérone et de Vicence à la mort de son père, en même temps que ses frères aînés Cangrande II et Cansignorio. Celui-ci étant alors un enfant et Paolo Alboino un bambin, Cangrande prend les rênes du pouvoir et en écarte ses frères, se comportant, vis-à-vis d'eux, comme un véritable tyran domestique.
Le 14 septembre 1359, alors qu'il se rend chez une maîtresse, Cansignorio, après s'être querellé avec lui à propos d'un cheval, le tire à bas de sa monture et le tue de sa propre main. Terrifié par son propre geste, Cansignorio se réfugie à Padoue. Mais le peuple, soulagé par la mort de Cangrande, réclame l'assassin à cor et à cri. Il revient à Vérone le 17 décembre pour y être proclamé, avec Paolo Alboino, co-seigneur de Vérone à vie. Pour la première fois dans l'histoire de la cité, il est même décidé que leurs descendants hériteront du titre.
Pendant cinq ans, les deux frères gouvernent ensemble, mais, en 1365, prenant prétexte d'un complot tramé contre sa vie, Cansignorio fait jeter en prison Paolo Alboino. Il y reste enfermé dix ans, dans des conditions épouvantables. En 1375, Cansignorio, tombé gravement malade et sentant sa fin prochaine, fait rouvrir le procès contre son frère et le fait assassiner afin de favoriser ses deux fils bâtards, Bartolomeo et Antonio, qui vont lui succéder à la tête de Vérone. Une fois prouvée la mort de Paolo Alboino, leur accession au pouvoir, à Vérone comme à Vicence, se fera sans objection majeure.
Sans s'être jamais marié, Paolo Alboino laisse derrière lui trois filles : Silvestra, Pantasilea ed Orsolina, religieuses clarisses au couvent de Santa Maria di Campomarzo à Vérone.

## Généalogie
| • L'échelle porte4 ou 5 barreaux.  |  | Blasons• Variante avec chiens affrontés.  |  | • Variante avec aigle impériale. |
| • L'échelle porte 4 ou 5 barreaux. |  | Blasons • Variante avec chiens affrontés. |  | • Variante avec aigle impériale. |